# Spasskij rajon (Oblast' di Nižnij Novgorod)
Lo Spasskij rajon (in russo Спасский район?) è un rajon dell'Oblast' di Nižnij Novgorod, nella Russia europea; il capoluogo è Spasskoe. Istituito nel 1965, ricopre una superficie di 707 chilometri quadrati.